# 발해어
발해어(渤海語)는 발해에서 사용되어 온 언어이다.
발해어는 고구려어를 계승 했을 것으로 추정된다. 고구려 유민의 언어는 부여계의 고구려어를 사용했으며, 말갈인들은 퉁구스어를 사용하였다. 발해어에 대해선 자세히 알려져 있지 않지만, 발해고에 일부가 적혀져 있어서 발해어가 존재했음이 추정되고 있다. 신당서《新唐書》에도 기록이 있다.

## 같이 보기
- 문화어
- 발해 문자
  - 고대 한국어
  - 부여어족
    - 고구려어
- 퉁구스어족